# Electro swing
L'electro swing è un sottogenere della musica house in cui coesistono influenze swing e  gipsy jazz. L'electro swing è rappresentato da artisti come Parov Stelar, ritenuto il pioniere del genere, Bart&Baker e i Caravan Palace.

## Storia
Ancor prima che la moda dell'electro swing esplodesse durante il nuovo millennio, Lucas Secon aveva pubblicato Lucas with the Lid Off (1994) considerato uno dei primissimi brani electro swing.
Il genere ebbe un primo momento di notorietà nel 2008, quando uscì l'omonimo album di debutto dei francesi Caravan Palace, che vendette 150 000 copie e raggiunse alti piazzamenti di classifica. L'electro swing raggiunse però il suo momento di massima popolarità nel 2010, (specialmente in Germania, Austria, Francia e Svizzera) anno in cui furono pubblicati Why Don't You Do Right? del disc jockey Gramophonedzie, che campiona l'omonima traccia di Peggy Lee e che raggiunse le più alte posizioni nelle classifiche britanniche, e We No Speak Americano di Yolanda Be Cool, che raggiunse la posizione numero 1 delle chart di diversi Paesi e divenne uno dei più grandi successi radiofonici dell'estate di quell'anno. Il famoso canto popolare italiano Bella Ciao è stato pubblicato nel 2018 dalla band Klischée in versione Electro Swing. L'electro swing ispirò anche artisti non strettamente correlati al genere come gli Icona Pop, la cui Emergency risente influenze swing.